# Fresnay-l'Évêque
Fresnay-l'Évêque è un comune francese di 699 abitanti situato nel dipartimento dell'Eure-et-Loir nella regione del Centro-Valle della Loira.

## Società

### Evoluzione demografica
Abitanti censiti